# Premiile Grammy 2020
A 62-a ediție anuală a Premiilor Grammy a avut loc duminică, 26 ianuarie 2020 la sala Staples Center din Los Angeles, California. Nominalizările au fost anunțate pe data de 20 noiembrie 2019.

## Lista principalilor câștigători

### Premii generale
- Înregistrarea anului: „Bad Guy" - Billie Eilish
- Albumul anului: When We All Fall Asleep, Where Do We Go? - Billie Eilish
- Cântecul anului: „Bad Guy" - Billie Eilish
- Cel mai bun artist debutant: Billie Eilish